# Okres Žarnovica
Okres Žarnovica je jedním z okresů Slovenska. Leží v Banskobystrickém kraji, v jeho nejzápadnější části. Na severu hraničí s okresem Partizánske, Prievidza a Žiar nad Hronom, na jihu s okresy Levice a Banská Štiavnica a na západu s okresem Zlaté Moravce v Nitranském kraji.
Sídlem okresu je Žarnovica, největším městem je ale Nová Baňa.